# Hartelsberg
Hartelsberg je naselje v Občini Volšperk v Okraju Volšperk na Koroškem v Avstriji.